# Christophe Neff
Christophe Neff (Tübingen, 10 de junho de 1964) é um  geógrafo alemão - francês . E um cientista na  Instituto de Tecnologia de Karlsruhe(Faculdade de Engenharia Civil, Ciências da terra e Ecologia).
É considerado um dos poucos especialistas alemães em incêndios florestais e ecossistemas mediterrâneos. Alem disso um dos poucos especialistas alemães em África Francofonia.